# 南碇岛

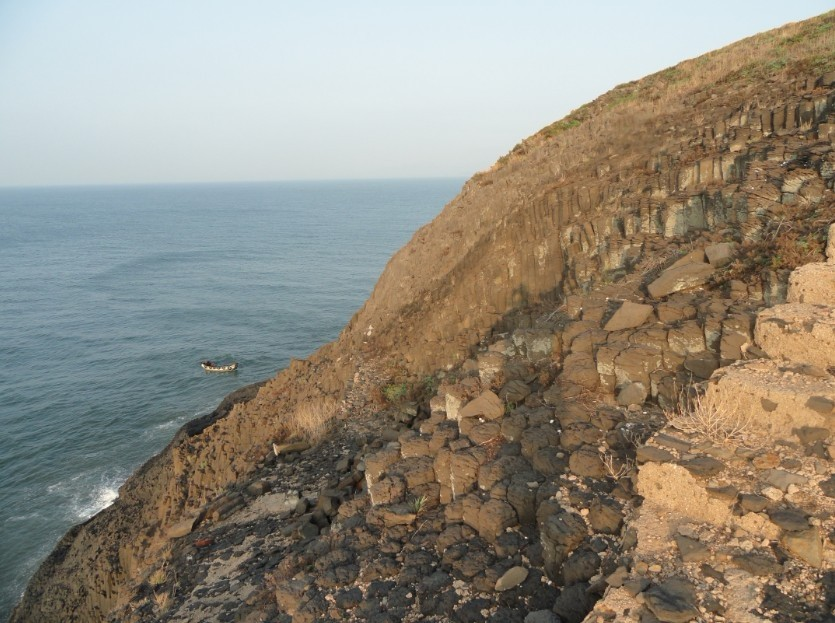
南碇島

南碇島是一座隸屬於中華人民共和國福建省漳州市漳浦縣的橢球形火山島。

## 島嶼簡介

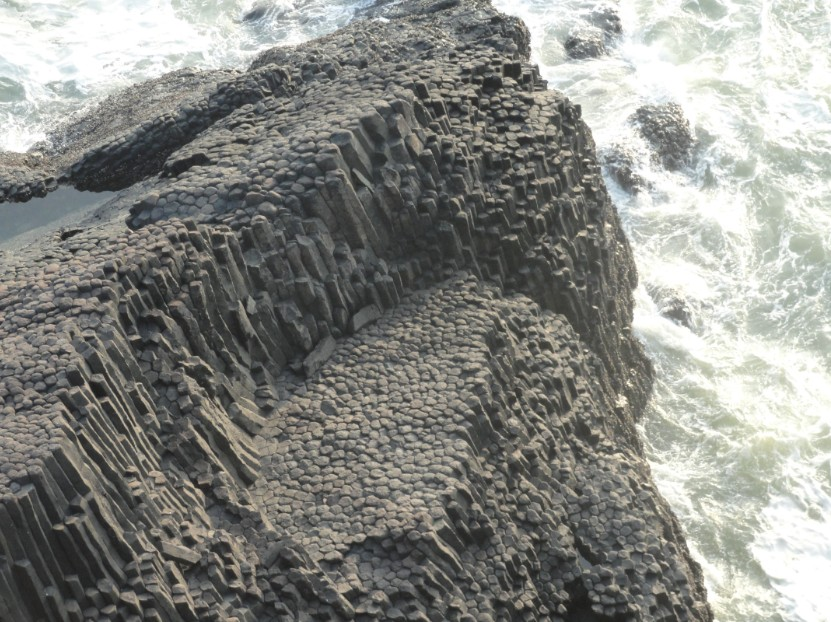
南碇島主要由火山岩中的玄武岩組成

南碇島為1700萬年前海底火山劇烈噴發岩漿後熔岩冷卻凝固所形成的一座橢球形火山島，面積0.07平方公里，僅為林進嶼的一半，距離海岸約6.5公里，海拔51.5米，全島位於林進嶼東南面，從香山半島眺望會發現南碇島與林進嶼猶如一對姐妹島一前一後排列在海上。
南碇島全島清一色由五角形或六角形墨綠色柱狀玄武岩石林構成，遠遠望去猶如鑲嵌在藍天碧海之中的一塊墨玉，島上大片的懸崖峭壁全由高高懸掛的玄武岩石柱組成，數量有140萬根之多，是目前已知世上最為巨大與密集的玄武岩石柱群，岩石朝東北向扭動形成一種風卷蹈海的韻律，當地稱之為「髮狀石林」，也有人稱為「熔岩珊瑚」，世上與此相類似的景致還有臺灣澎湖列島與英國巨人堤道，但玄武岩石柱也僅有4萬根之多，而這裡卻是數十倍之多。

## 地質成因
地質學家認為漳州火山地貌大多經歷多次火山噴發，而離海岸最遠的南碇島很可能形成於其中最強勁的一次，噴發出的岩漿在冷凝過程中，形成了一根根整齊排列的石柱，仿佛專門有人擺布過，地質學上稱為玄武岩柱狀節理，據地質專家們的初步測算，南碇島火山奇觀柱狀玄武岩石林至少有140萬根玄武岩石柱實在罕見，在世界上也數一數二，是目前已知世上最為巨大與密集的玄武岩石柱群，堪稱世界級火山奇觀，如此奇特的火山遺跡為人們研究新生代火山地質地貌提供了極為珍貴的基礎材料，也是難得的旅遊資源。

## 島嶼傳說
傳說盤古開天後派四個兒子鎮守中國東南沿海，大兒子原名為大嶼，後因島上一位叫林進的學子高中狀元於是改稱大嶼為林進嶼，二兒子是北碇島，負責鎮守金門料羅灣，三兒子南碇島長得最像盤古，島上高聳並立的「望歸石」相傳是盤古留下的三把斧頭，小兒子東碇島剛生下來時忘了割臍帶，因此臍帶很長像小龍横跨臺灣海峽。

## 島嶼榮譽
2005年南碇島與林進嶼一起被《中國國家地理》評為中國最美十大海島之一。

## 旅遊交通
在廈門旅遊客運碼頭(與去鼓浪嶼坐船的輪渡碼頭不是同一個，兩者距離不遠)坐遊艇到漳州港(一次8元，時間15分鍾)，漳州港到濱海火山自然生態風景旅遊區有直達班車(一次12元，半小時一班)。